# Schoenoplectus paludicola
Schoenoplectus paludicola là loài thực vật có hoa trong họ Cói. Loài này được (Kunth) Palla miêu tả khoa học đầu tiên năm 1888.